# هیروهیکو آراکی
هیروهیکو آراکی (به انگلیسی: Hirohiko Araki) ⁪ (荒木 飛呂彦 Araki Hirohiko) یک هنرمند مانگا ژاپنی است. او بخاطر نویسندگی مجموعه ماجراجویی عجیب و غریب جوجو شناخته می‌شود که انتشار آن در هفته‌نامه شونن جامپ در سال ۱۹۸۷ آغاز شد و بیش از ۱۲۰ میلیون نسخه در تیراژ داشت و به یکی از پرفروش‌ترین مجموعه‌های مانگای تاریخ تبدیل کرد.